# Another War
Another War – komputerowa gra fabularna osadzona w realiach II wojny światowej, wyprodukowana przez Mirage Interactive i wydana w 2002 roku przez Cenegę Poland. Gracz wciela się w niej w rolę awanturnika usiłującego przeżyć wojnę.

## Mechanika gry
Another War jest grą typu RPG, w której świat gry jest przedstawiony w rzucie izometrycznym, podobnie jak w innych popularnych grach tego typu: Baldur's Gate lub Fallout. Gra posiada także rozbudowany system walki oraz rozwoju postaci.
Grafika wykorzystana w grze jest renderowaną grafiką 2D z prerenderowanymi postaciami. Gra wykorzystuje takie efekty, jak: aktywne oświetlenie, efekty dymów, wybuchów, płomieni, efekty atmosferyczne oraz dźwięk przestrzenny.

## Fabuła
Akcja gry rozpoczyna się w niewielkiej miejscowości na terenie Francji, która dotychczas nie doświadczyła terroru wojny, poza patrolami żandarmerii niemieckiej oraz poza żołnierzami Wehrmachtu, którzy na przepustkach przesiadują w lokalnych knajpkach.
Główny bohater, chcąc uratować swojego dawnego przyjaciela, wplątuje się w intrygę.
Ostatni akt przygód głównego bohatera toczy się na terenie oblężonego Leningradu, gdzie konstruowany jest tajny projekt, tworzony wspólnie przez radzieckich i niemieckich inżynierów.